# Yasmin Paige
Yasmin Paige, född 24 juni 1991, är en engelsk skådespelerska som bland annat gjort rollen som Jordana Bevan i Submarine, Beth Mitchell i Pramface och Maria Jackson i The Sarah Jane Adventures.

## Filmer
- Z
- The Others
- Wondrous Oblivion
- Second Nature
- Tooth
- The Keeper: The Legend of Omar Khayyam
- True True Lie
- I Could Never Be Your Woman
- Ballet Shoes
- Submarine
- The Double
- Chicken
- The Possibilities are Endless

## TV-serier
- Bed & Breakfast Star
- Smack the Pony
- The Search
- Keen Eddie
- The Mysti Show
- The Last Detective
- Doctors
- The Golden Hour
- The Sarah Jane Adventures
- My Life as a Popat
- Secret Life
- Murderland
- Pramface
- Glue